# Groenlo
Groenlo (uitspraakⓘ; Nedersaksisch: Grolle, Oud-Nederlands: Grol) is een stad in de regio Achterhoek in de Nederlandse provincie Gelderland. Tot 1 januari 2005 was Groenlo een zelfstandige gemeente en tot 19 mei 2006 was Groenlo de officiële naam van de nieuwe gemeente, die vervolgens hernoemd is naar Oost Gelre. Op 1 januari 2023 had Groenlo samen met de buurtschap Zwolle 10.030 inwoners.

## Geschiedenis

### Ligging
Groenlo is ontstaan in het begin van de zevende eeuw, zo rond 610, toen de Saksen zich in de Achterhoek vestigden. De naam Groenlo refereert waarschijnlijk aan een groen loo, groen bos, dat in de buurt lag op hoger gelegen grond. (Germaans: Grõni- "groen" + lauha- "bosje op hoge zandgrond"). Dit is ook een verklaring voor het oude wapen van Groenlo: een groene boom. In de loop der tijden treft men verschillende namen aan in boeken en op kaarten, zoals "Groenlo", "Groenloo", "Groonlo", "Gronlo", "Grol". De naam Groenlo is gebleven, terwijl in de volksmond "Grol", vereeuwigd door Vondel in zijn gedicht over de verovering van Grol, is blijven voortleven. Het bijvoeglijk naamwoord is "Grols".

Wapen van Groenlo uit 1649
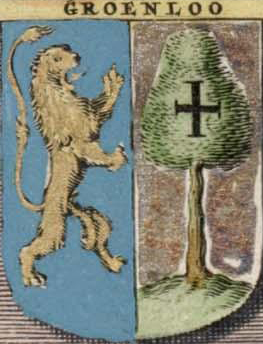
Een wapen uit 1664

Groenlo is gesticht aan de hoge kant van het riviertje de Groenlose Slinge. Aan deze kant van de rivier lagen diverse essen. Een aantal van deze namen komen nog terug in het hedendaagse Groenlo, zoals de Oosteresch en de Hartrijze. De noordzijde van de Groenlose Slinge was een lager gelegen gebied. Voor de rest lag rondom Groenlo een aantal moerassen waarvan de meeste in de loop der eeuwen zijn ontgonnen. De Saksen lieten zich niet makkelijk bekeren, zodat het tot de 9e eeuw geduurd heeft voor het christendom zich hier kon vestigen. Waarschijnlijk zijn Ludgerus en metgezellen uit Münster verantwoordelijk voor de kerstening. Zo rond 809 ontstond het kerspel Groenlo, met de eerste eenvoudige parochiekerk gewijd aan de heilige Calixtus. Vanuit de tot het Bisdom Münster behorende moederkerk in Groenlo werden later andere kerken gesticht in naburige plaatsen zoals Eibergen, Borculo en Lichtenvoorde. Staatkundig behoorde Groenlo tot het graafschap Lohn. Toen de Heerlijkheid Borculo zich afscheidde van Lohn, ging Groenlo naar de Heren van Borculo.

### Stadsrechten

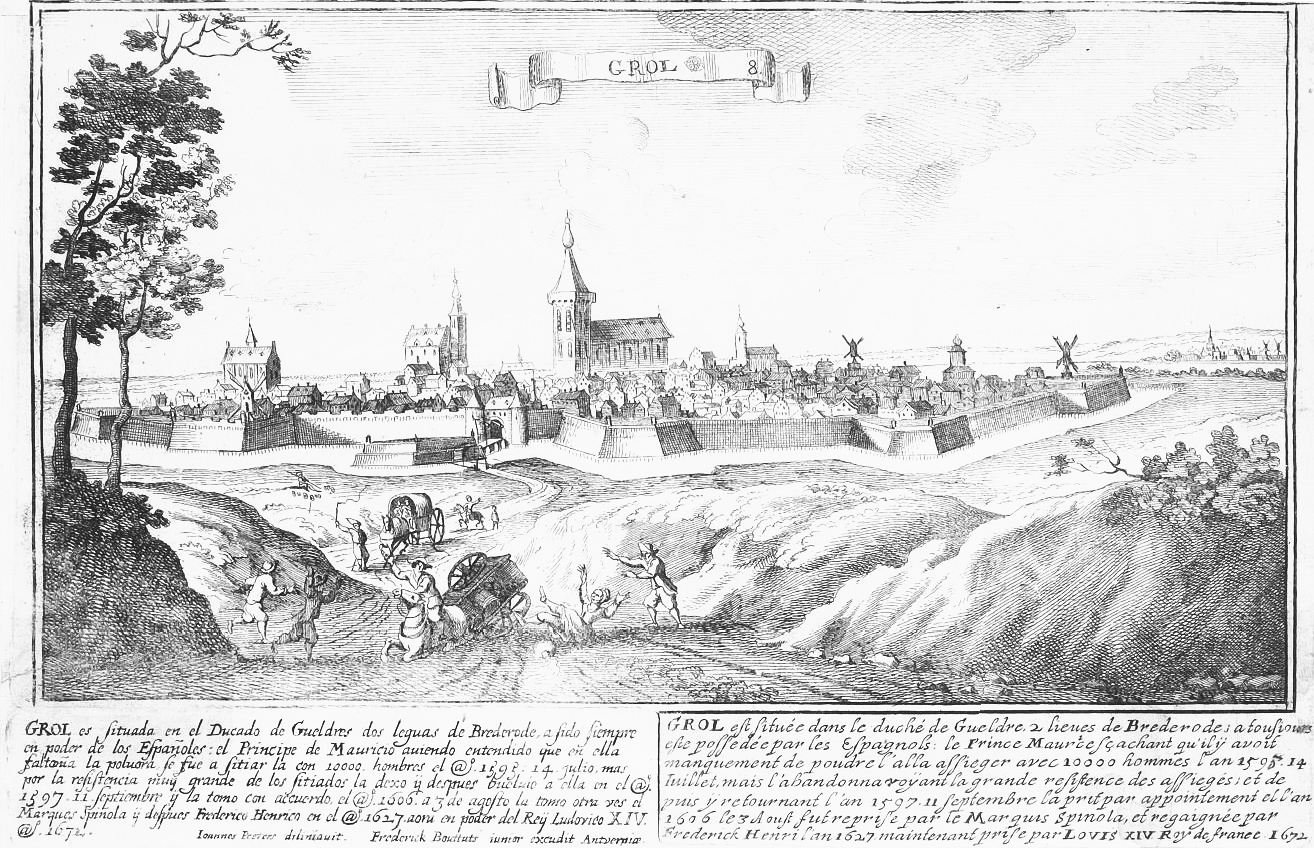
Groenlo in 1674

Groenlo was als stad in belang gegroeid en was omringd door wallen en was een van de vijf stemhebbende steden binnen de Staten van het kwartier Zutphen, naast Zutphen, Doetinchem, Doesburg en Lochem. In 1236 kocht Graaf Otto II van Gelre het gebied van Grol (en bijbehorend rechtsgebied) van Hendrik, heer van Borculo. Het platteland van het kerspel Groenlo bleef deel van Borculo. In 1246 droeg Herman van Loon de wereldlijke macht van Eibergen, Neede, Groenlo en Geesteren over aan de Graaf van Gelre, maar hiervoor bleek hij niet bevoegd. Hierdoor ontglipten alle gebieden, met uitzondering van Groenlo, aan de handen van Gelre en bleven bij de heerlijkheid Borculo. Groenlo was nu een Gelderse exclave omsloten door de heerlijkheid Borculo en Lichtenvoorde, en hierdoor was Groenlo het kleinste ambt van het kwartier Zutphen. Op 2 december 1277 kreeg het Stadsrechten van Graaf Reinoud I van Zutphen (sloet II no. 991) en groeide de welvaart. Er waren zes raden, van wie twee burgemeesters en vier schepenen. In het jaar 1265 is het vroegst bekende optreden van een richter en schepenen in Groenlo. De richter van Groenlo ontving zijn commissie van de landdrost der Graafschap Zutphen. Dit schijnt er op te wijzen dat ook Groenlo, evenals Doesburg en Lochem, oudtijds tot het landdrost heeft behoord. Het rechterlijk archief is zeer incompleet. Sinds 1406 behoorde Groenlo tot het leengebied van de bisschoppen van Münster.
De stad vormde een handelscentrum aan de weg Duitsland - Holland, waardoor Groenlo profiteerde van Hanzekooplieden. Hierdoor ontstond er een bloeiend gildewezen, met ambachten, broederschappen en stichtingen. Vanwege haar welvaart moest Groenlo zich veilig stellen voor belagers. In 1334 werd de stad ommuurd. In 1550 legde bouwmeester Marcelis Keldermans op last van keizer Karel V nieuwe wallen en grachten in een vijfhoekige versterking aan.
Bij Groenlo lagen in deze periode drie kastelen, waarvan Marveld en Marhulsen als naam terugkomen in een recreatiepark en een manege. Het 13e-eeuwse kasteel van Groenlo is in 1506 afgebroken.

### Tachtigjarige Oorlog

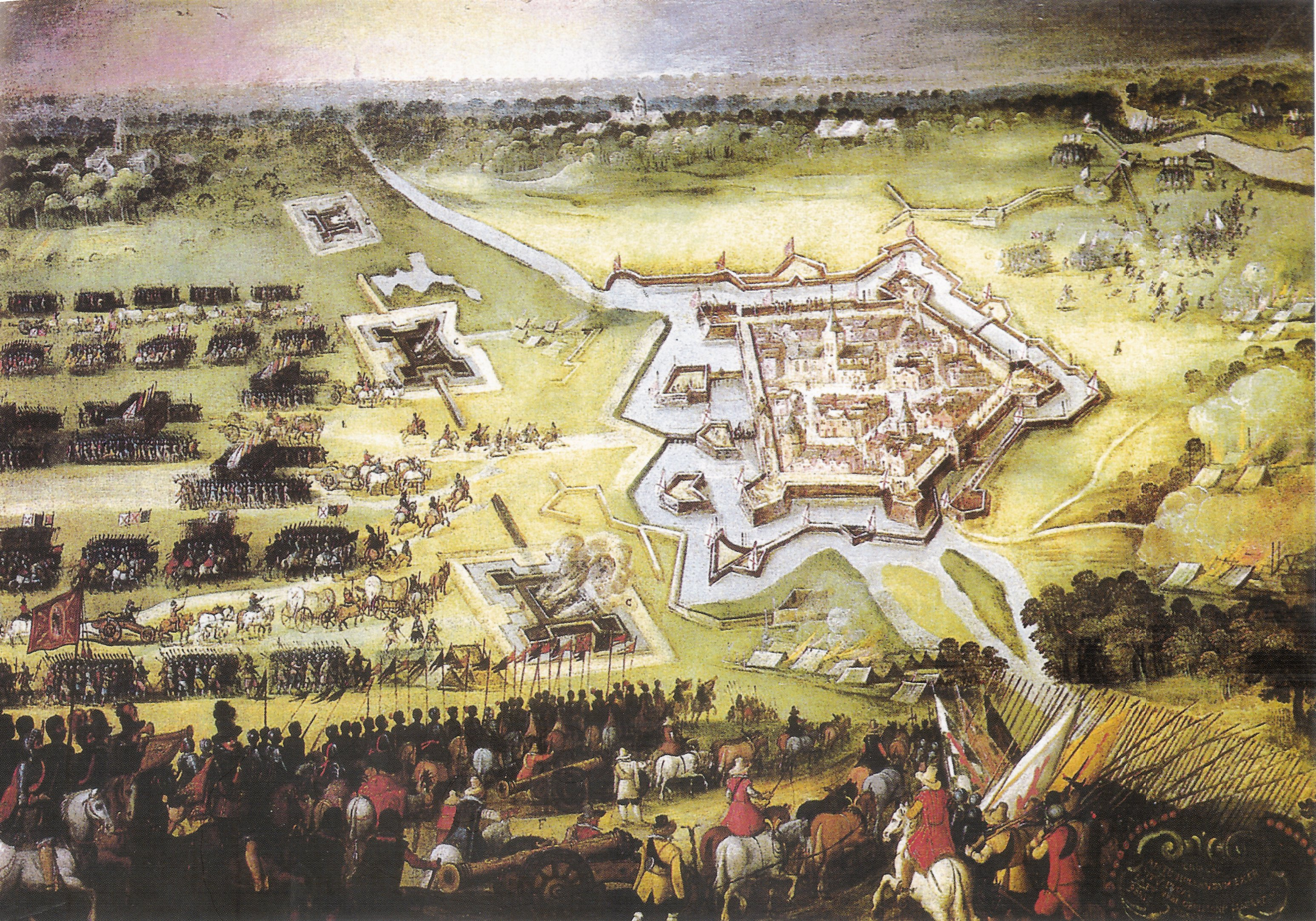
Belegering door Spinola in 1606. Peeter Snayers

Groenlo vormde in de 16e en 17e eeuw een sterke vesting, die als welvarende grensstad herhaaldelijk werd belegerd, vooral tijdens de Tachtigjarige Oorlog. In 1576 kwam Groenlo aan Staatse zijde. In 1580 viel de stad in Spaanse handen door de overgelopen George van Lalaing (Graaf van Rennenberg), stadhouder van de noordelijke gewesten. Na een onsuccesvolle poging in 1595, werd de stad in 1597 eindelijk door Maurits van Nassau heroverd voor de Nederlanden, waarna in 1606 Grol opnieuw heroverd werd door de Spaanse troepen onder leiding van Spinola. Tussen de belegeringen door werden de muren en grachten van Groenlo steeds verder uitgebouwd en versterkt. Nog in 1605 bezocht de bekende vestingbouwkundige Adriaen Anthonisz de stad. In 1627 werd Grol definitief heroverd door Frederik Hendrik na het groots opgezette Beleg van Grol, een van zijn schitterendste wapenfeiten, door Hugo de Groot vereeuwigd in zijn Obsidia Grollae, alsmede door Joost van den Vondel in zijn lofdicht "Verovering van Grol door Frederick Henrick, Prince van Oranje". Na het Beleg van Grol in 1672, was de stad tot 1674 bezet door de Bisschop van Münster, Bernhard von Galen. In het laatstgenoemde jaar werden de meeste vestingwerken afgebroken en verloor de stad haar functie als vesting aan de grens. In de eerste helft van de 19e eeuw werden de stadspoorten en meer delen van de omwalling afgebroken, waardoor de stad kon groeien, onder andere voor de bouw van de Nieuwe Calixtuskerk. Door de vele belegeringen met de daarmee samen gaande branden en vernielingen heeft Groenlo erg te lijden gehad, waardoor veel waardevol bezit verloren is gegaan. De Oude Calixtuskerk heeft de tand des tijds echter doorstaan, met de nodige reparaties. In de kerk komt vanaf 2025 Nationaal Museum Tachtigjarige Oorlog.

### Hollandse oorlogen

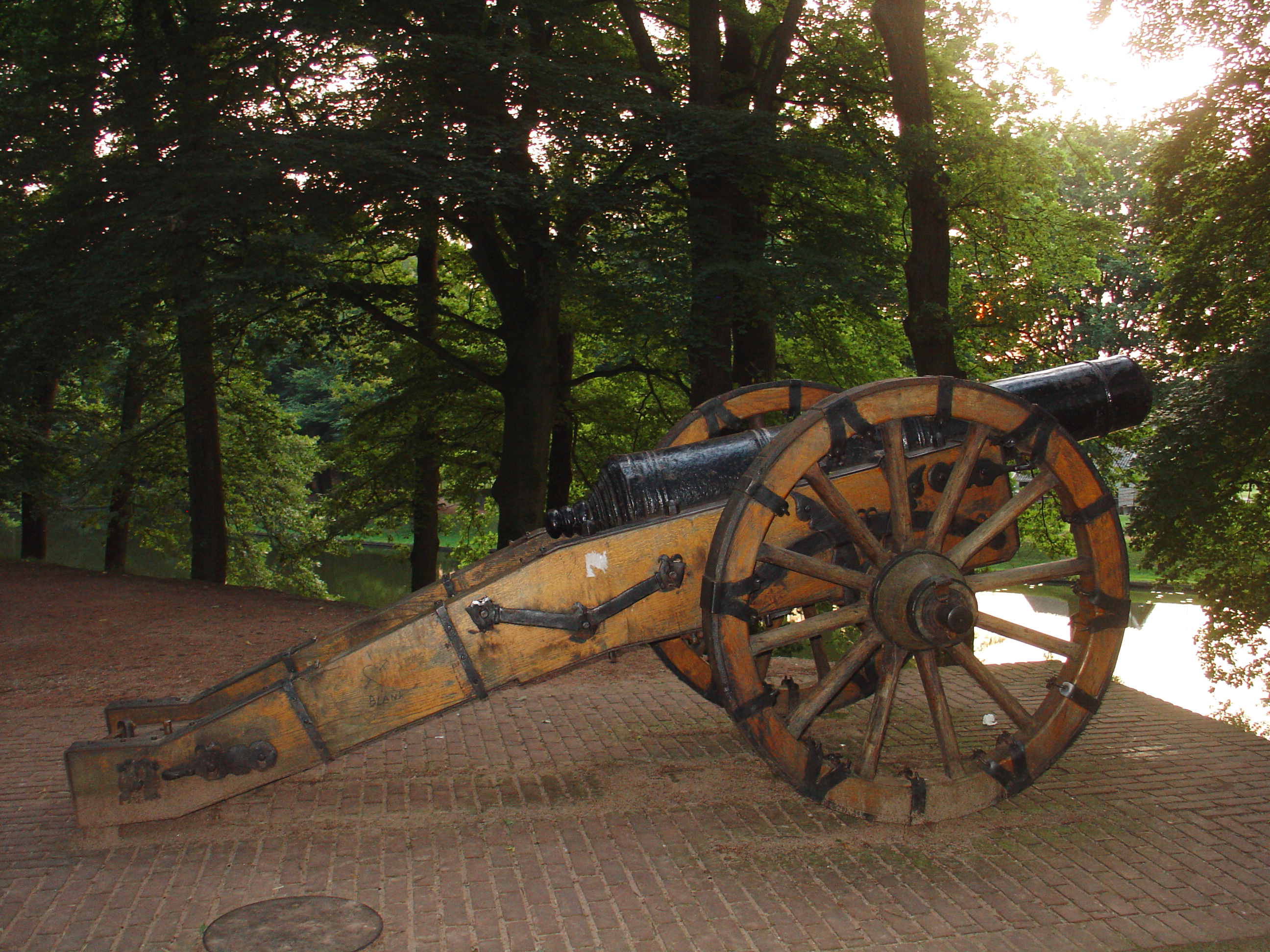
Het Grols Kanon op de Kanonswal

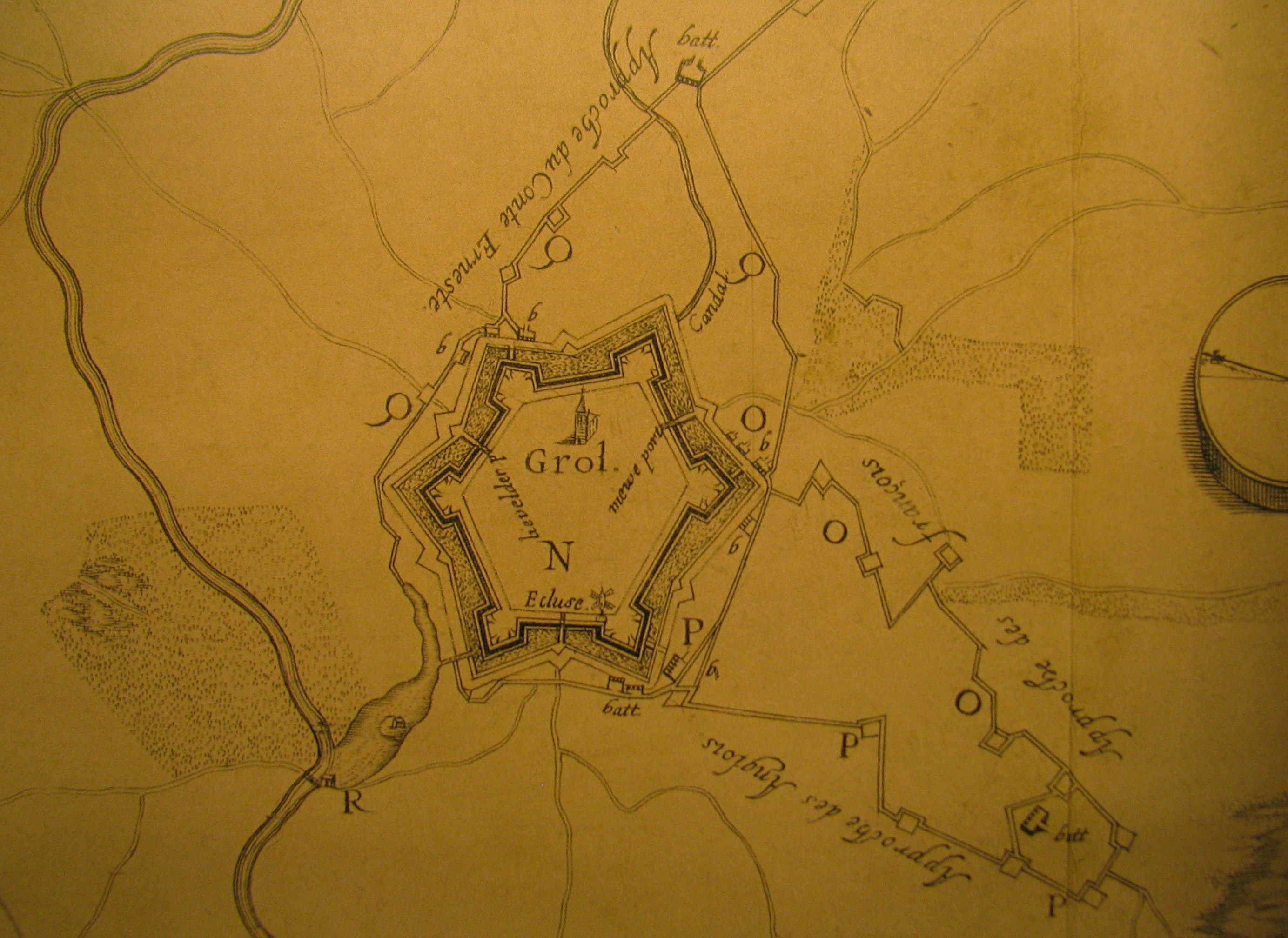
Beleg van Groenlo in 1627 (Collectie UB Leiden)

Ook het rampjaar 1672 is aan Groenlo niet onopgemerkt voorbijgegaan. Hoewel de meeste versterkingen na 1672 zijn afgebroken, zijn in Groenlo nog steeds bastions, grachten en kanonnen te vinden. In het kader van historisch toerisme worden enkele oude vestingwerken in Groenlo en omstreken in ere hersteld. De Groenlose Slinge, die eerder door de stadsgracht liep, is verplaatst naar het noorden van Groenlo.
Groenlo is samen met Lichtenvoorde een katholieke enclave in de Achterhoek, een overblijfsel van honderden jaren invloed van het bisdom Münster en langdurige Spaanse bezetting. Als gevolg hiervan is een zuidelijke, bourgondische levensstijl overgebleven in Groenlo. Er is relatief veel horeca te vinden en er worden meerdere jaarlijkse evenementen georganiseerd.

### Tweede Wereldoorlog
Als stadje aan de grens werd Groenlo al vroeg op 10 mei 1940 door de Duitsers ingenomen, en de eerste Nederlandse krijgsgevangene van de oorlog werd er gevangengenomen. Tijdens de oorlog werden honderden Grollenaren gedwongen om 'schansen' te graven voor de Duitsers, onder andere bij Zevenaar. Na Dolle Dinsdag werd de stad overspoeld door NSB'ers en namen de spanningen toe. Op 24 februari 1945 werd de binnenstad van Groenlo getroffen door een Engels bombardement, waarbij meerdere slachtoffers vielen. De eigenlijke doelen (een fabriek en het hoofdkwartier van de Duitsers) werden niet geraakt, wel winkels, woonhuizen en de Oude Calixtuskerk, die zwaar gehavend werd. Voor Groenlo eindigde de Tweede Wereldoorlog op 31 maart 1945, toen het door Britse militairen uit Ierland en Engeland van de Guards Armoured Division werd bevrijd. De Duitsers bliezen twee van de drie bruggen over de gracht op, maar de stad werd desondanks snel ingenomen. Rondom Groenlo werd nog wel gevochten door Duitse militairen verschanst in boerderijen. Door de nabijheid van agrarische omgeving heeft Groenlo weinig honger gekend tijdens de oorlog. Door beschietingen, bombardementen en martelingen kwamen in de parochie van Groenlo 30 mensen om het leven tijdens de oorlog. De stad had in deze tijd zo'n 2.300 inwoners.

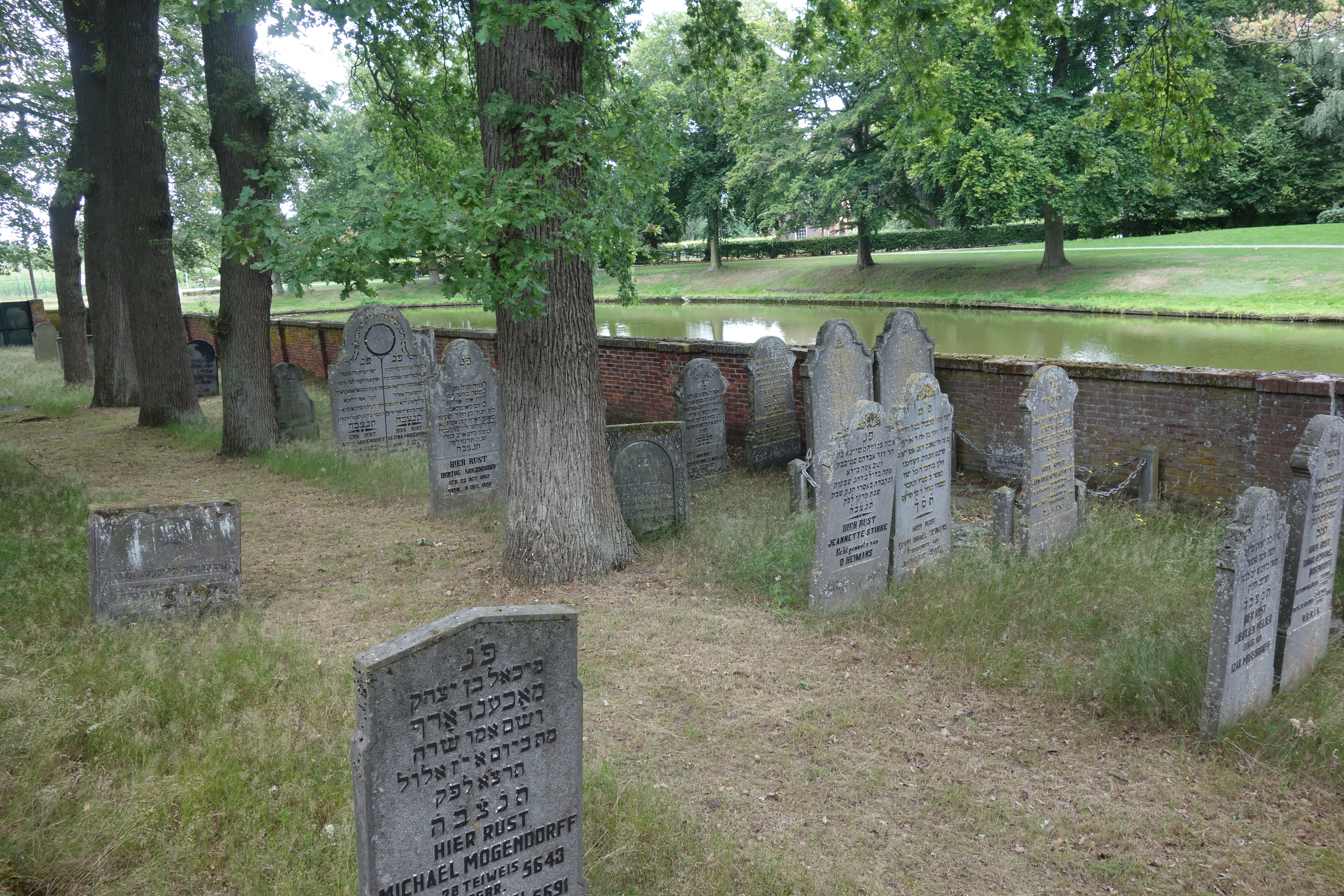
Joodse begraafplaats in Groenlo

Mogelijk was er al in de 13e eeuw een Jood die een stuk grond bezat in Groenlo, maar eerst in de tweede helft van de 17e-eeuws kregen meerdere Joodse families toestemming zich in Groenlo te vestigen. Vanaf oktober 1941 vonden in Groenlo razzia's plaats op Joden. De prominente Joodse gemeenschap in Groenlo, met een synagoge en een begraafplaats, is door de Holocaust grotendeels vernietigd. Na de oorlog werd de sjoel nog enkele jaren gebruikt door teruggekeerde Joden. In 1949 werd de gemeenschap opgeheven. In het lokale Grolse dialect zijn nog steeds Jiddische uitdrukkingen te vinden.

### Zorg en welzijn
Groenlo had tot halverwege de jaren tachtig een ziekenhuis, het Sint Vincentius Ziekenhuis. Daarna werd in de gebouwen het verpleeghuis De Molenberg van het zorgconglomeraat 'Marga Klompé' gevestigd.

## Foto's

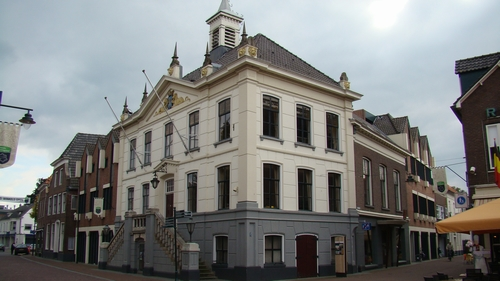
Het stadhuis in Groenlo
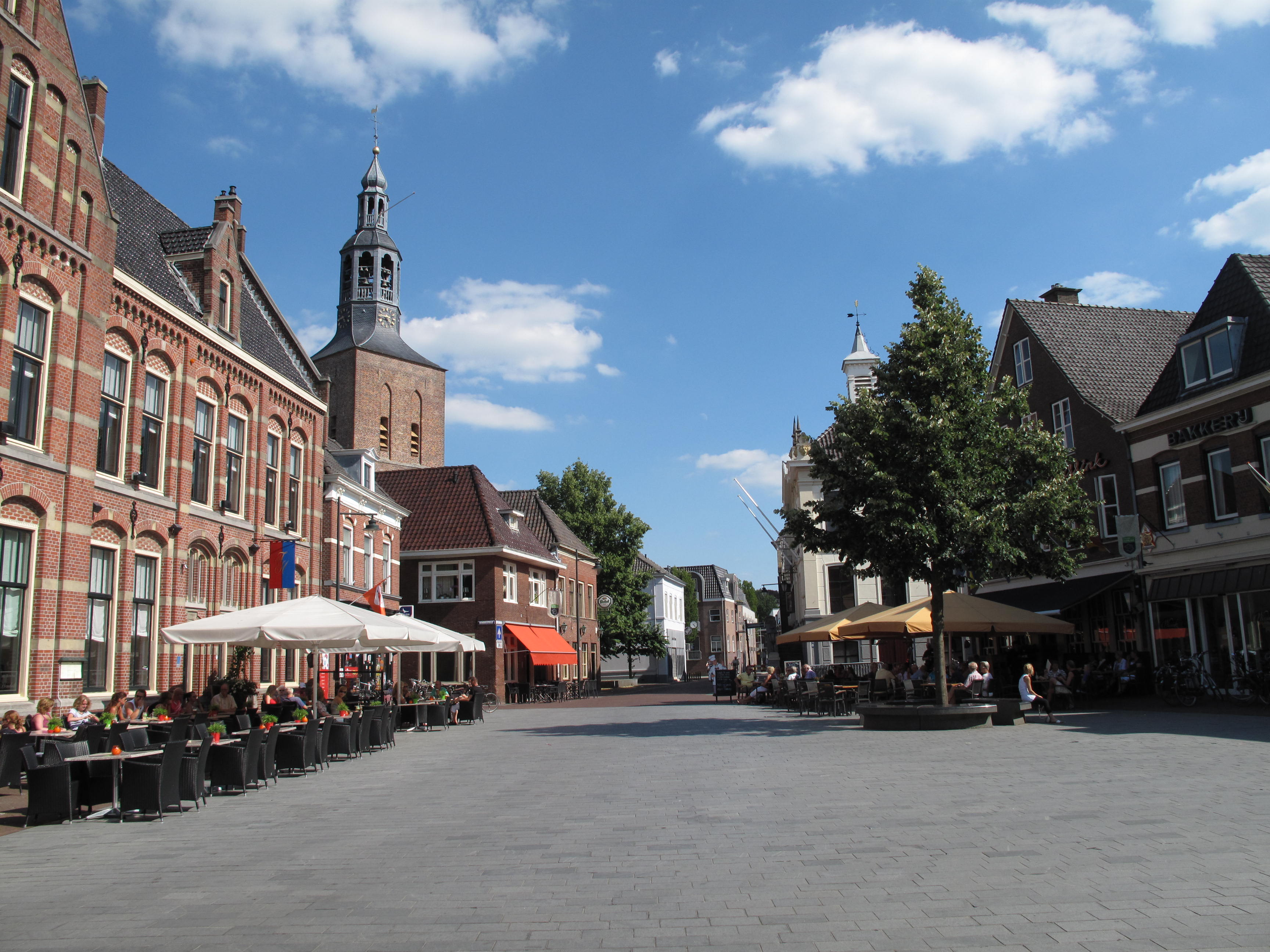
Markt
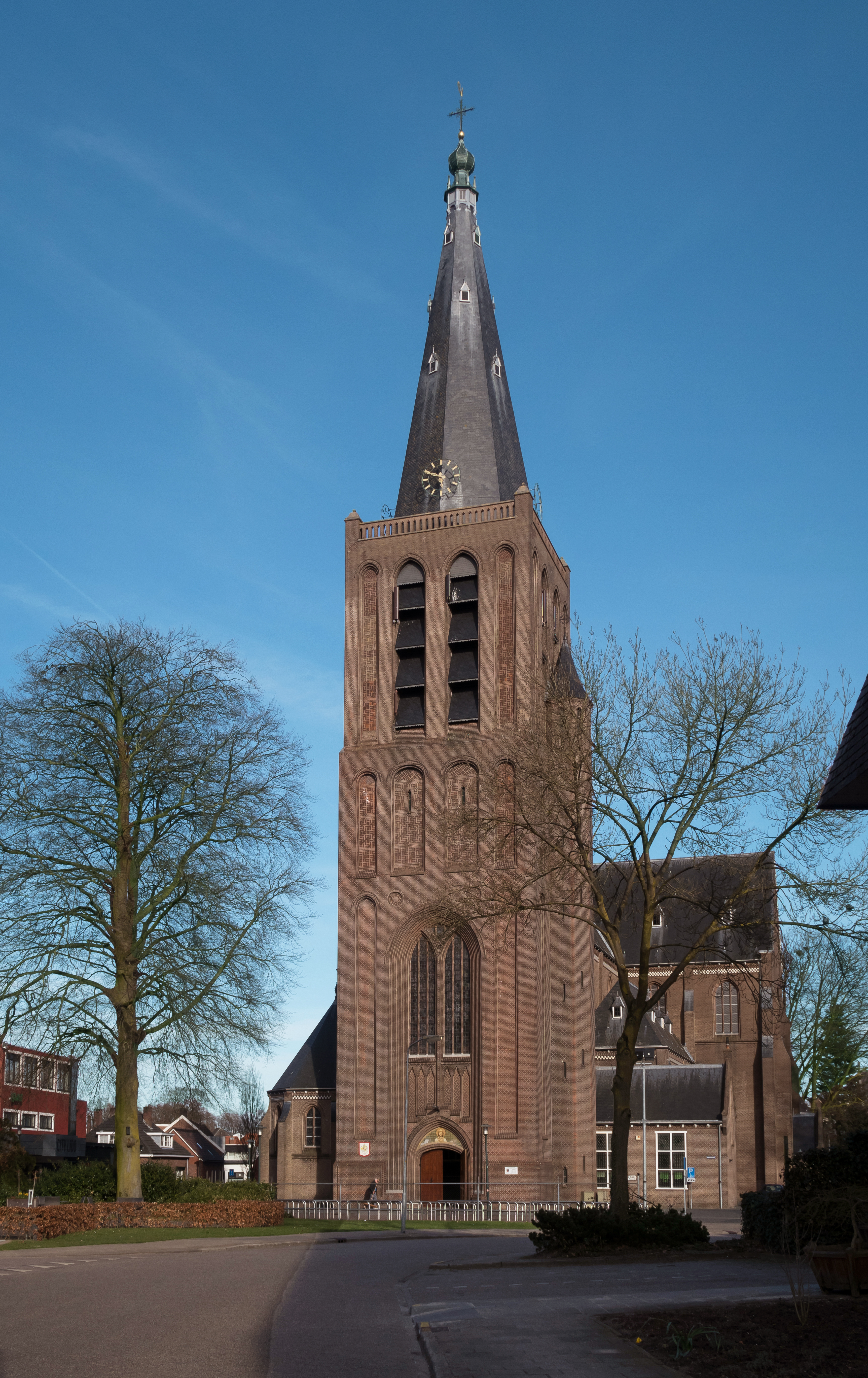
Sint-Calixtusbasiliek
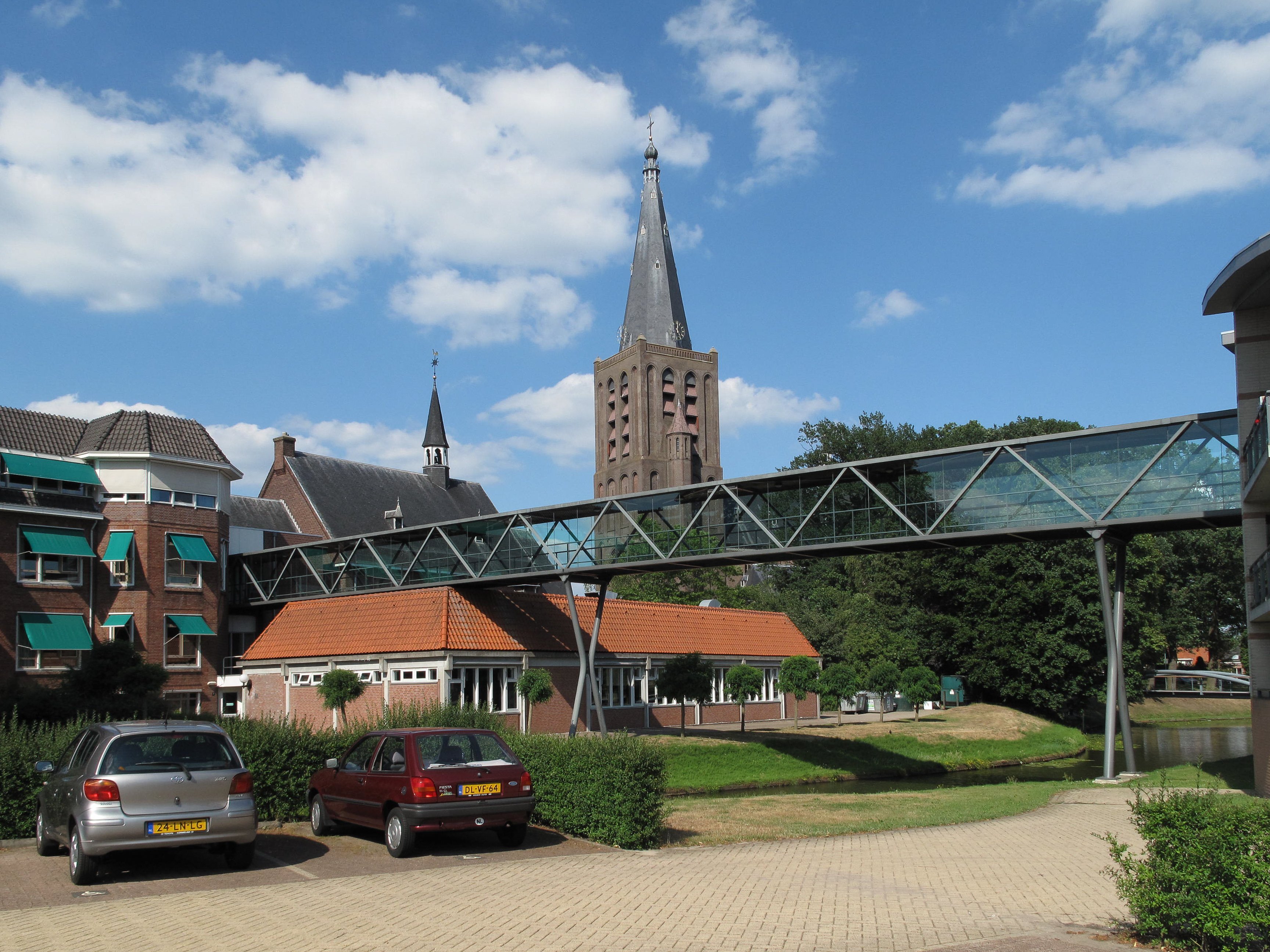
Sint-Calixtusbasiliek en de kapel van verzorgingstehuis De Molenberg

## Cultuur

### Bezienswaardigheden

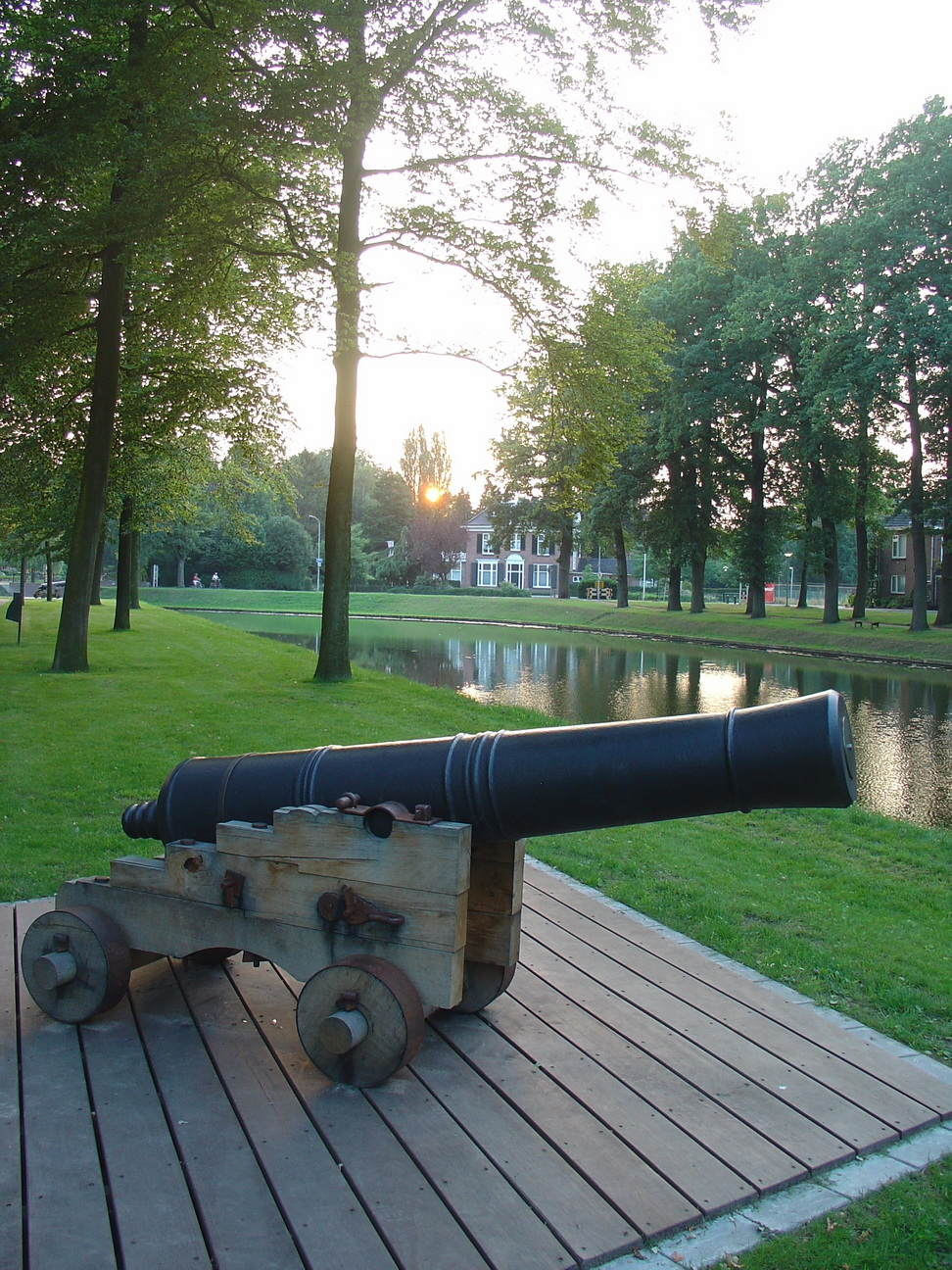
De stadsgracht rond Groenlo is nog altijd aanwezig.

Groenlo heeft als oude stad diverse bezienswaardigheden die refereren aan de historie van de stad, met name van de tijd van de tachtigjarige oorlog. Hieronder een lijst met bezienswaardigheden:
- De Oude Calixtuskerk is de oudste nog bestaande kerk van Groenlo, in laatgotische stijl gebouwd tussen 1275 en 1520 in opdracht van de bisschop van Münster. Oorspronkelijk werd het katholieke geloof in de kerk beleden, maar na een aantal wisselingen van geloofsbelijdenis in de Tachtigjarige Oorlog is de kerk sinds 1674 in handen van de gereformeerde kerk. De kerk heeft alle belegeringen van Groenlo doorstaan. Sinds 12 april 2025 is hier het Nationaal Museum Tachtigjarige Oorlog gevestigd.
- Voorheen de Nieuwe Calixtuskerk, tegenwoordig de Sint-Calixtusbasiliek is een katholieke kerk in Groenlo, gebouwd begin 20e eeuw. Deze kerk maakte een einde aan de strijd van de katholieke gemeenschap om een volwaardige katholieke kerk binnen de Groenlose stadsgrachten te mogen bouwen. In 2014 besloot Paus Franciscus de kerk tot basiliek te verheffen. De aanleiding was de restauratie van deze monumentale kerk en het ontbreken van een basiliek in de provincie Gelderland binnen het Aartsbisdom Utrecht sinds de H. Walburgisbasiliek in Arnhem niet meer als kerk werd gebruikt.[6][7][8]
- Het Mussenbergbolwerk, in de volksmond beter bekend als Kanonswal of Noorderbastion, is een van de overblijfselen van de vestingwerken. Op het Mussenbergbolwerk staat ook het kanon dat door Frederik Hendrik in 1627 geschonken is aan de stad Grol na zijn overwinning. Behalve dit kanon en een kanon uit 1625, zijn nog tien replica kanonnen langs de Grolse grachten te vinden die in 2008 geplaatst zijn. Voor het bolwerk bevindt zich de Joodse begraafplaats.
- De stadsboerderij is een rijksmonument dat jarenlang is gebruikt als Grols museum. Er zijn plannen om de stadsboerderij te verbouwen om de sfeer van 1627 na te bootsen.[9]
- Stoomhoutzagerij Nahuis is een zagerij uit circa 1850 die gevestigd is aan de rand van Groenlo. In de zagerij werden twee unieke stoommachines gebruikt om de zagen hun werk te laten doen. Tegenwoordig is de stoomhoutzagerij een museum dat enkele keren per jaar open is. Op deze dagen wordt ook nog daadwerkelijk hout gezaagd.
- Station Groenlo is een voormalig treinstation aan de spoorlijn Winterswijk - Neede en is in 1884 geopend. Na het staken van al het treinverkeer in 1974 zijn de sporen in 1977 weggehaald.
- In de kelders van café De Lange Gang zijn restanten van de bierbrouwerij waar Willem Neerfeldt in 1615 voor het eerst Grolsch brouwde.
- Het voormalige Stadsmuseum Groenlo ging in 2025 op in het Nationaal Museum Tachtigjarige Oorlog.

### Monumenten
- Lijst van rijksmonumenten in Groenlo
- Lijst van gemeentelijke monumenten in Groenlo

### Evenementen

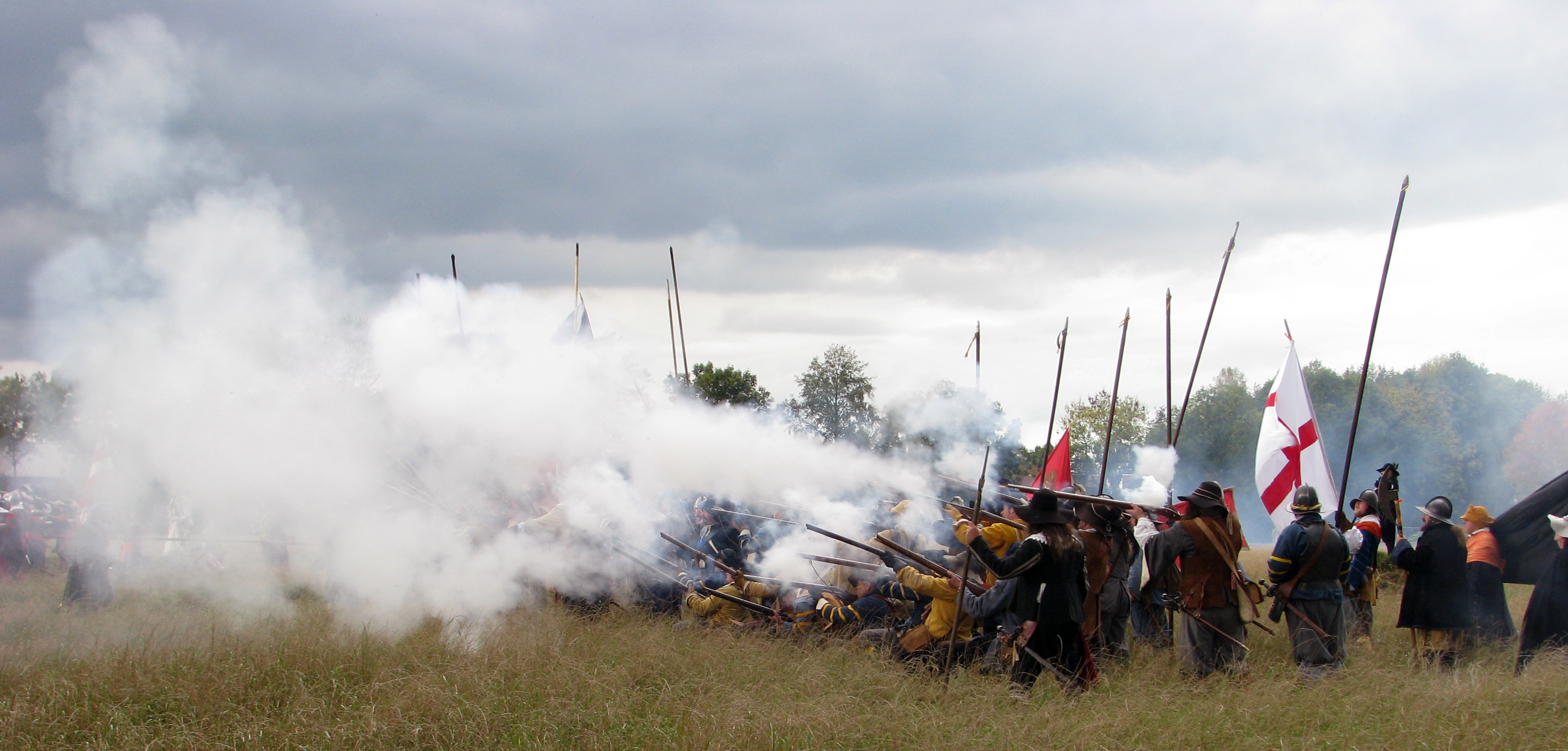
Tijdens de "Slag om Grolle" wordt het Beleg van 1627 nagespeeld

In Groenlo zijn veel jaarlijks terugkerende evenementen:
- Carnaval wordt in Groenlo uitgebreid gevierd. Op zondagmiddag trekt een optocht van praalwagens door de binnenstad en op rosenmontag en tulpendinsdag wordt in de binnenstad gedweild. In januari-februari zijn er 'buutavonden'.[10]
- Dancing in the Street is een jaarlijks open-air dansfeest met bands, acts en dj's in het centrum van Groenlo.
- Dweilorkestendag vindt elk jaar plaats op Hemelvaartsdag in het centrum van Groenlo. In diverse klassen strijden dweilorkesten uit het hele land om de prijzen.
- Grols Jazz Vesteval is een jaarlijks terugkerend muziekfestival waarbij in een aantal cafés jazz-, blues- en bigbands optreden.
- Grolsch Bokbierfestival is een jaarlijks terugkerend festival waarmee het bokbierseizoen van dat jaar wordt geopend, er is dan live muziek in de meeste cafés.
- Grolse Kermis is een jaarlijks evenement met veel attracties, vogelschieten en een feesttent.
- Slag om Grolle is een tweejaarlijks evenement waarbij het Beleg van Groenlo uit 1627 op grote schaal wordt nagespeeld, met honderden acteurs en tienduizenden bezoekers.
- Marveldtoernooi is een jaarlijks voetbaltoernooi voor C1 jeugd waar internationale topclubs en de SV Grol strijden om de titel.
- Sportvissen: in Groenlo worden regelmatig wedstrijden gehouden aan de stadsgracht (die verbonden is aan de Slinge), zoals het Open NK vissen in 2008 en 2013.
- City of Taste: is een jaarlijks evenement waarbij voor een entreeprijs, verschillende soorten wijn gedronken kunnen worden bij verschillende deelnemende bedrijven en ondernemingen.

### De Halve Maan
Het grootste park van Groenlo, de Halve Maan ligt ten noorden van de oude binnenstad. Dit gebied maakte deel uit van de vestingwerken en was oorspronkelijk eigendom van het gasthuis dat er diverse tuinen had aangelegd. Daardoor is dit gedeelte van de vestingwerken het beste bewaard gebleven. In het park is een hertenkamp gevestigd. Een ravelijn, dat per brug te bereiken is vanuit het hertenkamp, is ingericht als vogeleiland.

## Gebruiken en folklore
- Grolse wanten zijn traditioneel gebreide blauw witte handschoenen van een oorspronkelijk Grols ontwerp met een achtpuntige ster.
- Een inwoner van Groenlo wordt een Grollenaar genoemd. Het bijvoeglijk naamwoord van Groenlo is Grols.
- Het lokale Grolse dialect is een vorm van Nedersaksisch, dat door de eeuwenlang aanwezigheid van een Joodse gemeenschap is verrijkt met nogal wat Jiddische woorden.
- Tijdens de carnaval gebruikt de stad de Nedersaksische naam Grolle als officiële carnavalsnaam voor de stad.

## Economie
Bierbrouwer Grolsch was lange tijd het belangrijkste bedrijf in Groenlo dat zorgde voor werkgelegenheid. Het biermerk, vernoemd naar Groenlo (de naam betekent letterlijk ‘uit of van Groenlo’) is eeuwenlang in de stad gebrouwen, maar vanaf 2005 is de gehele productie van het bedrijf verplaatst naar Boekelo nabij Enschede. Naast de productie van bier ontstonden in Groenlo diverse andere industrieën. De textielindustrie floreerde er, net zoals in andere delen van Oost-Nederland. Het spinnen en breien van onder meer kousen, sokken, mutsen en wanten gebeurde voornamelijk door thuiswerkende armen. De grolse wanten zijn hier een overblijfsel van.
Een ander beursgenoteerd bedrijf in Groenlo is Nedap, onder meer bekend van de stemmachines die gebruikt werden bij verkiezingen.
Van 1947 tot 2001 is een kartonnagefabriek in Groenlo gevestigd geweest onder verschillende namen: Apeldoornsche Cartonnagefabriek N.V, Monocon, Sweetheart en Polarcup. De fabriek was Europa's grootste papieren bekerproducent. Moederbedrijf Huhtamaki van Leer sloot en verplaatste de fabriek in 2001, waardoor meer dan 200 banen uit Groenlo verdwenen.

## Politiek
Groenlo was tot 1 januari 2005 een zelfstandige gemeente. Hieronder de zetelverdeling van de gemeenteraad vanaf 1982.
|                           | 1982    | 1982   | 1986    | 1986   | 1990    | 1990   | 1994    | 1994   | 1998    | 1998   | 2002    | 2002   |
| Partij                    | Stemmen | Zetels | Stemmen | Zetels | Stemmen | Zetels | Stemmen | Zetels | Stemmen | Zetels | Stemmen | Zetels |
| ------------------------- | ------- | ------ | ------- | ------ | ------- | ------ | ------- | ------ | ------- | ------ | ------- | ------ |
| CDA                       | 1.526   | 4      | 1.512   | 4      | 1.573   | 4      | 1.330   | 4      | 1.380   | 4      | 1795    | 5      |
| Actie Centrum Groenlo     | 1.621   | 5      | 1.779   | 4      | 1.738   | 5      | 2.158   | 6      | 1.925   | 6      | 1538    | 5      |
| PvdA                      | 490     | 2      | 1.021   | 3      | 818     | 2      | 711     | 2      | 799     | 2      | 690     | 2      |
| VVD                       | 413     | 1      | 527     | 1      | 299     | 1      | 533     | 1      | 415     | 1      | 351     | 1      |
| Gezonde Gemeentepolitiek  | 469     | 1      | 413     | 1      | 375     | 1      | -       | -      | 154     | -      | 233     | -      |
| Conservatieve Volkspartij | 27      | -      | -       | -      | -       | -      | -       | -      | -       | -      | -       | -      |

## Verkeer en vervoer

### Spoorwegen
Groenlo heeft een gezamenlijk treinstation met Lichtenvoorde, namelijk station Lichtenvoorde-Groenlo gelegen in het dorpje Lievelde. Dit station ligt aan de spoorlijn Zutphen - Winterswijk waarop Arriva een treindienst onderhoudt. Het station is geopend in 1878. Om de locatie van dit station is het nodige getouwtrek geweest tussen Lichtenvoorde en Groenlo. Beide plaatsen wilden het treinstation bij de eigen kern hebben liggen. Lichtenvoorde probeerde het station bij de eigen kern te krijgen door middel van het aanschaffen van NWS-aandelen, het bedrijf dat het spoor ging aanleggen. De NWS besloot voor de goedkoopste oplossing en zo kwam het spoor tussen beide plaatsen te liggen bij het dorp Lievelde.
Groenlo heeft vroeger echter wel een eigen treinstation gehad. Dit was aan de spoorlijn Winterswijk - Neede en had een stationsfunctie van 1884 tot 1974. Vanaf 1937 vond er alleen nog maar goederenvervoer over de spoorlijn plaats. Grotendeels is het fietspad geworden. Het stationsgebouw is er nog.
Voordat station Groenlo in 1884 geopend werd, was al een tramverbinding met Station Lichtenvoorde-Groenlo in 1883 geopend. Deze verbinding, met normaalspoor, begon ongeveer bij de Tramstraat, aan de rand van het centrum en was in handen van Stoomtramweg-Maatschappij Lichtenvoorde Groenlo (LG). In 1911 stopte de exploitatie van het spoor, omdat de lijn geen winst maakte door de concurrentie met het treinstation. Gemeente Groenlo wilde de verbinding echter wel behouden en richtte NV Groenlose Tram (GT) op. Het spoor werd aangepast naar smalspoor. Vanaf 1915 werd de dienst weer hersteld en vanwege de hoge brandstofprijzen reden er diverse soorten, vaak inventief zelfgemaakte, trams over de tramlijn. In 1922 werd met de tramdienst gestopt en ging een autobus op de route rijden. Uiteindelijk werd in 1937 een buslijn tussen Groenlo en Lievelde in gebruik genomen. De oude trambaan is grotendeels fietspad geworden.

### Busvervoer
Groenlo ligt in het exploitatiegebied van Arriva. Er zijn vier buslijnen die Groenlo aandoen.
- Lijn 72 Neede - Lichtenvoorde (via station Lichtenvoorde-Groenlo)
- Lijn 73 Enschede - Winterswijk
- Lijn 74 Enschede - Doetinchem
- Lijn 198 Groenlo - Neede (buurtbus)

### Verkeer
Groenlo ligt aan de 41 km lange bewegwijzerde Arfgoodroute (Erfgoedroute), een ANWB fietsroute.

## Sport en recreatie
- SV Grol, voetbalvereniging, opgericht op 18 september 1918.
- SV Grolse Boys, voetbalvereniging, opgericht op 18 maart 1948. In 2020 fuseerde de club met SV Grol.
- GHV, een hengelsportvereniging, opgericht op 10 juni 1938.
- Oldenhuus Hengelsport Vereniging, een hengelsportvereniging, opgericht op 28 september 2019.
- HV Grol, een handbalvereniging.
- VV Grol, een volleybalvereniging.
- TTV Grol, een tafeltennisvereniging